# Miosorex
Miosorex es un género extinto de sorícido (musaraña) que vivió entre el Mioceno y el Plioceno de Europa Occidental, se encuentra principalmente en España y Francia. Como es típico de mamíferos pequeños extintos, se conoce exclusivamente a partir de dientes fósiles, en el caso de Miosorex los restos fósiles sugieren que era un insectívoro, Miosorex desnoyersianus, la especie tipo, es uno de los dos sorícidos prehistóricos, junto a Paenelimnoecus micromorphus, en preservar un premolar pequeño, rudimentario; con la posible función de mantener erguido el P4. Restos de Miosorex  se encuentran principalmente en llanuras aluviales.